# لورتا مک‌نیل
لورتا مک‌نیل (انگلیسی: Loretta McNeil; ۱۰ ژانویهٔ ۱۹۰۷ – ۲۴ فوریهٔ ۱۹۸۸) ورزشکار دو و میدانی اهل ایالات متحده آمریکا بود.